# Mare de Déu del Bellvilar
La Mare de Déu del Bellvilar és una església de Sisteró, al municipi dels Plans de Sió (Segarra), inclosa a l'Inventari del Patrimoni Arquitectònic de Catalunya.

## Descripció
Als afores del nucli de Sisteró es troba una petita capella d'una sola nau amb absis recte i la presència de capelles laterals i contraforts, coberta a dues aigües i amb la utilització de carreus regulars de mitjanes dimensions a la part inferior dels murs i paredat a la resta.

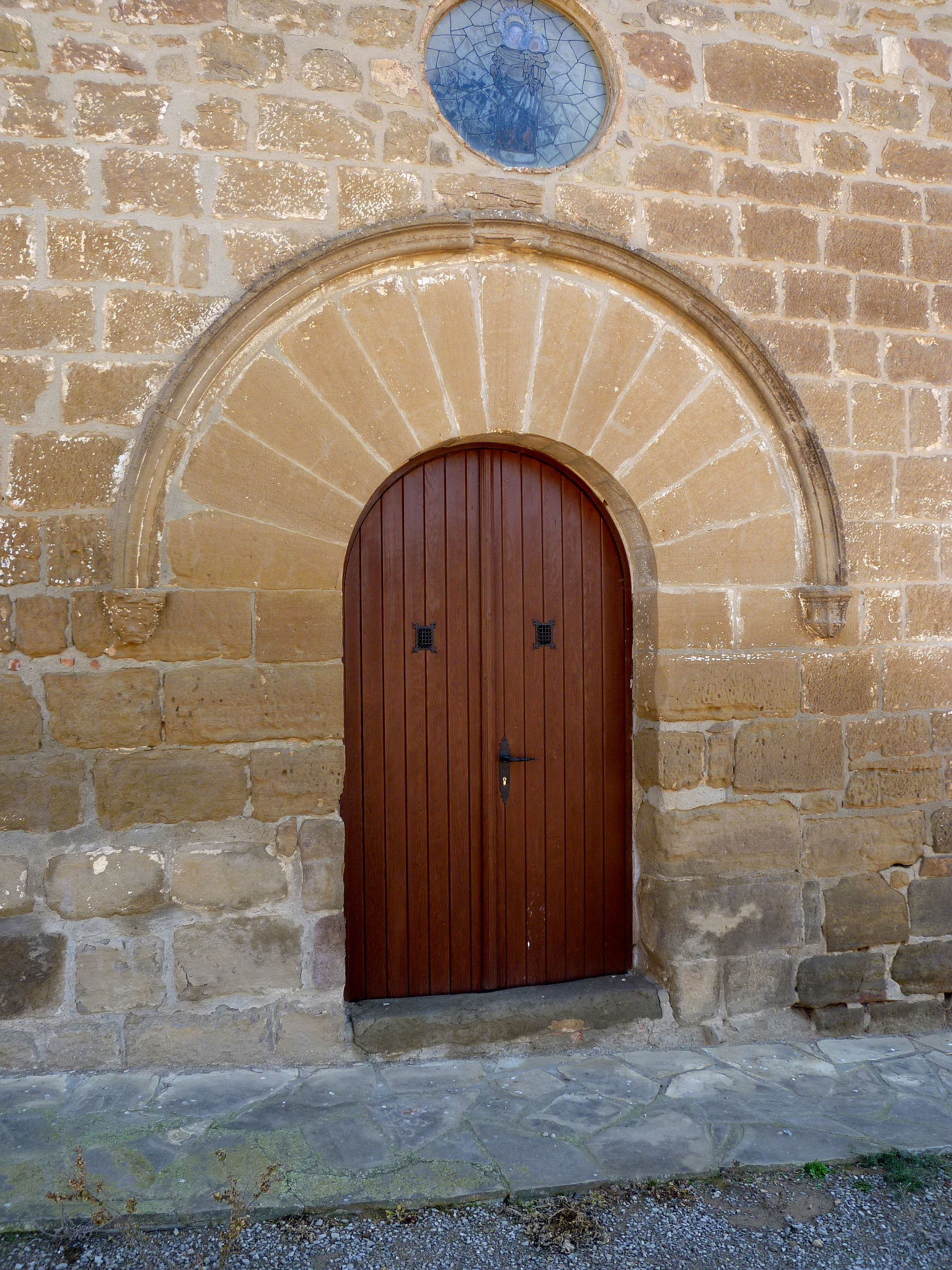
La portada

A la façana principal hi ha situada la porta d'accés formada per un arc de mig punt adovellat amb guardapols motllurat a la part superior, per damunt d'aquesta, apareix una petita rosassa amb un vitrall decorat amb la imatge de la Mare de Déu i el nen, per damunt de la qual trobem una obertura amb arc rebaixat, lloc on hi ha situada la campana de la capella. Al costat esquerre del mur de la façana principal, apareix un petit medalló amb la inscripció de l'any 1752, any en què es va reformar l'estructura original de la capella, ja que aquesta sembla que era d'època anterior, possiblement del segle xii o XIII. També en la reforma duta terme al segle xviii, podem situar la construcció de les capelles laterals, ja que per la factura que presenta en la realització dels murs ens situa dins la mateixa centúria.

## Història
L'ermita de Sisteró fou i és sufragània de la parròquia de Pelagalls. És molt probable que primitiva església fos aixecada en època romànica, però no conserva cap tret d'aquell moment. Va ser renovada cap al 1752.